# Stan Meets Chet
| Recensione | Giudizio |
| ---------- | -------- |
| AllMusic   |          |

Stan Meets Chet è un album a nome Stan Getz Chet Baker, pubblicato dalla casa discografica Verve Records nel maggio del 1958 .

## Tracce

### LP
Lato A (50.576)
1. I'll Remember April – 12:20 (testo: Don Raye, Patricia Johnston – musica: Gene De Paul)
2. Medley – 14:30

Lato B (50.577)
1. Jordu – 8:28 (musica: Duke Jordan)
2. Half-Breed Apache – 14:57 (musica: Stan Getz)

## Musicisti
- Stan Getz – sassofono tenore
- Chet Baker – tromba
- Jodie Christian – pianoforte
- Victor Sproles – contrabbasso
- Marshall Thompson – batteria

Note aggiuntive
- Norman Granz – produttore
- Registrazioni effettuate il 16 febbraio 1958 a Chicago, Illinois (Stati Uniti)
- Bill Claxton – foto copertina album originale
- Nat Hentoff – note retrocopertina album originale [3] [4]